# Deckelpyxis mit Spiralverzierung

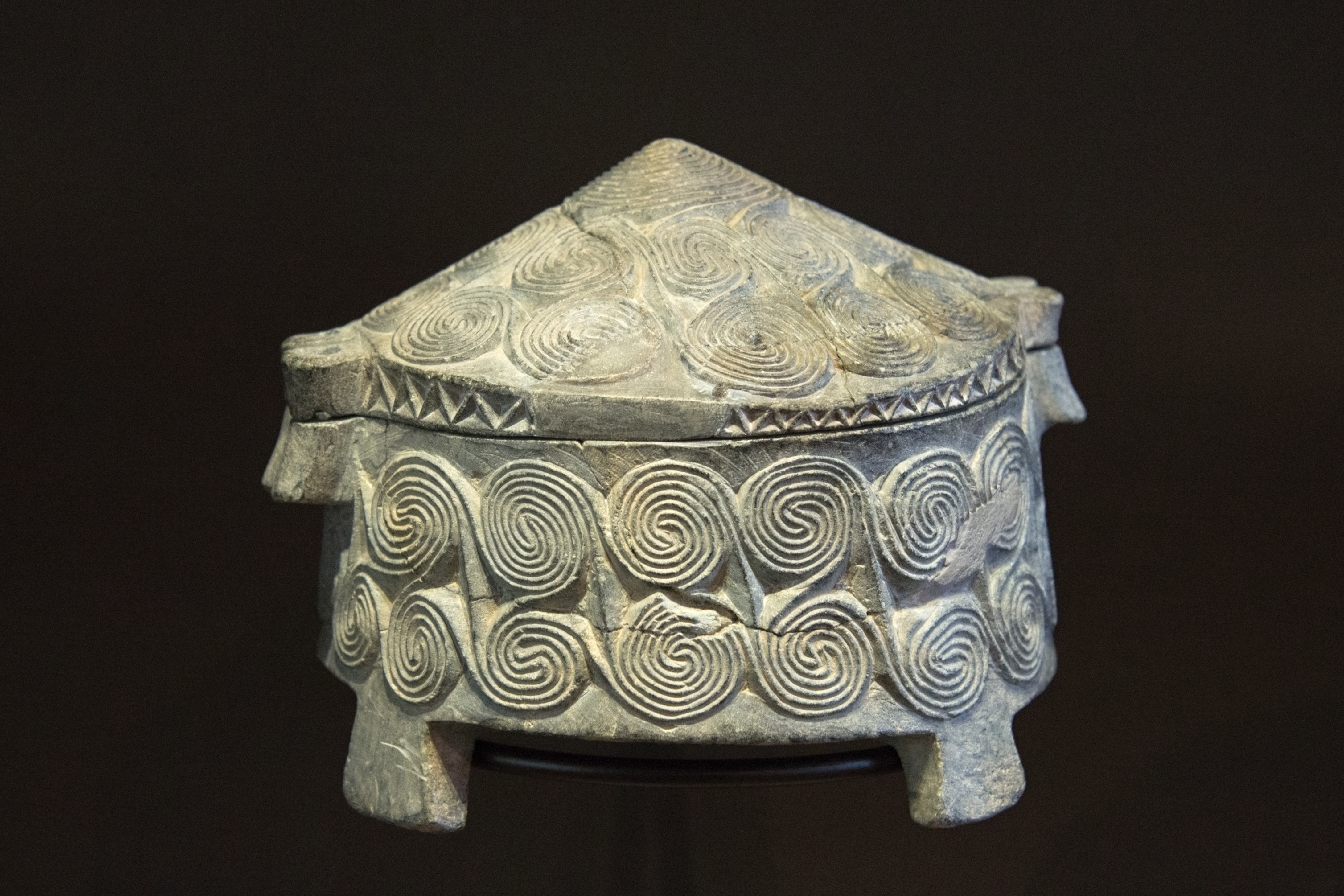
Pyxis mit Spiralmuster, Antikensammlung Berlin 8102

Die Deckelpyxis mit Spiralverzierung (Antikensammlung Berlin, Inventarnummer 8102), oft auch vereinfacht als Hüttenpyxis bezeichnet, ist ein aufwändig verziertes Steingefäß der bronzezeitlichen Kykladenkultur. Sie wird in die frühkykladische Zeit zwischen dem 27. und dem 23. Jahrhundert v. Chr. (FK II) datiert. Das Steatitgefäß wurde 1885 durch Ferdinand Dümmler am Fundort Dokathismata auf der Kykladeninsel Amorgos ausgegraben, 1886 publiziert und 1889 von der Antikensammlung Berlin aus Dümmlers Besitz erworben.

## Herkunft

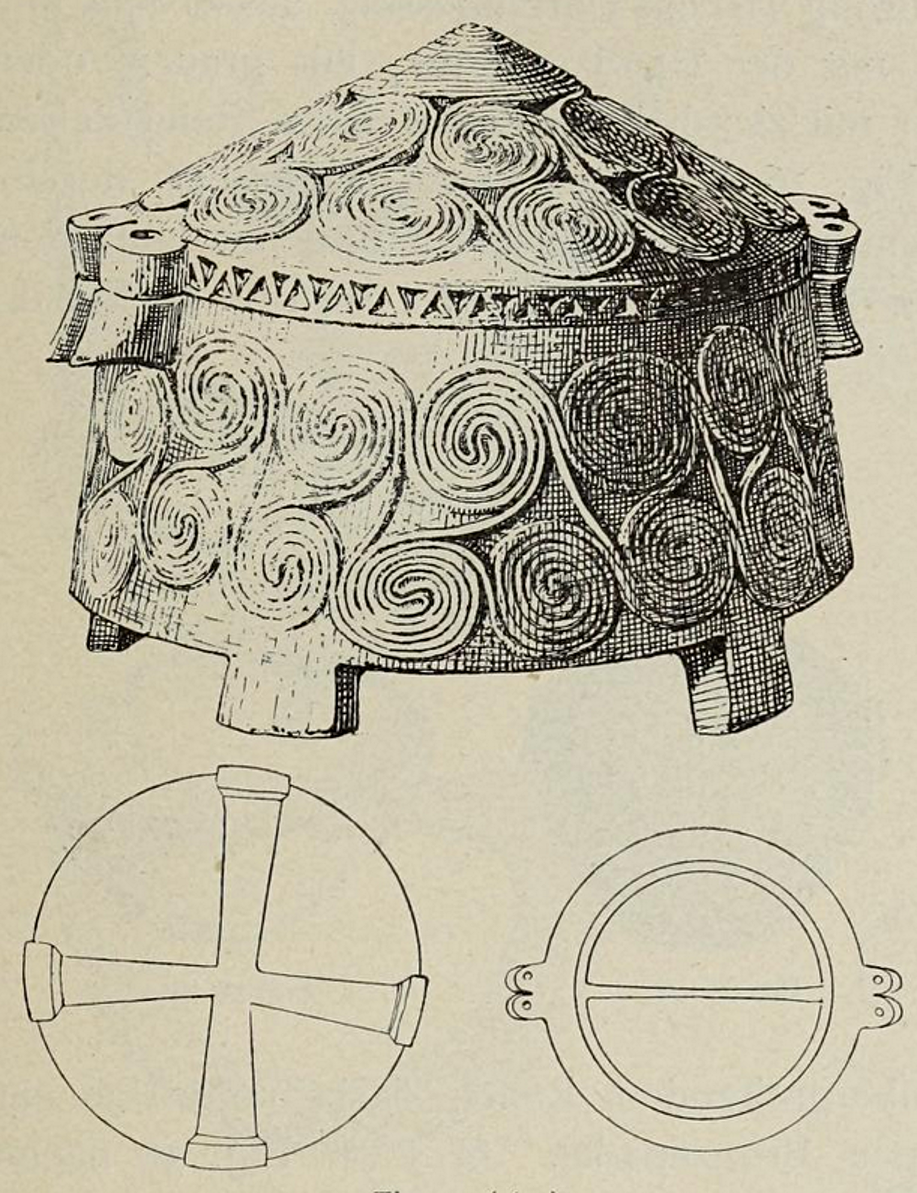
Zeichnung von 1886, mit Unterseite und Ansicht des Inneren

Der Philologe und Archäologe Ferdinand Dümmler hatte in Athen aus einer verlässlichen Quelle Informationen über Gräber und deren Inhalt auf der Kykladeninsel Amorgos erhalten. Um mehr über die „dortigen prähistorischen Nekropolen“ zu erfahren, besuchte er im Oktober 1885 die Insel. Etwa eine Stunde zu Fuß nordöstlich des modernen Dorfes Arkesine und eine halbe Stunde von der Küste entfernt, befanden sich die Gräber in Hanglage eines engen Bachtals in der Gegend Dokathismata. Dümmler konnte „durch einen glücklichen Zufall die Einrichtung einiger jener Gräber beobachten und ihren Inhalt gesondert sehen“ und merkte weiter an, „dass planmässige Ausgrabungen noch gar nicht stattgefunden haben“. Unerwartet stieß er auf Material, das bereits von anderen Kykladeninseln bekannt war. In seinem Skizzenbuch vermerkte er den Fundort unter der Bezeichnung Kornovigli (Dokathismata). Seine Kenntnisse zur Grabarchitektur und Angaben zu sonst unbekannten Details werden als das Ergebnis eigener Grabungstätigkeiten angesehen. Im veröffentlichten Bericht dagegen, vermied er Informationen die auf unerlaubte Ausgrabungen hindeuten könnten.
Im Skizzenbuch ist das Grab A ausführlicher beschrieben. Die trapezförmige Steinkiste bestand aus vier stehenden Seitenplatten, einer Bodenplatte und eine Deckenplatte. Die maximale Grabtiefe lag bei 50 cm unter Oberflächenniveau. Die „vordere Vertikalplatte“ war 5 cm höher als die anderen Seitenplatten und befand sich 30 cm unterhalb des heutigen Bodenniveaus. An der gegenüberliegenden Seite fanden sich in der linken Ecke ein Schädelfragment, entlang der Steinplatte mehrere Knochen und in der rechten Ecke ein Langknochen. Dümmler sah Hinweise auf eine Bestattung in zusammengezogener Position an der längsten Grabseite. Die Beigaben waren an der linken Seite niedergelegt. Zusammen lagen eine zerbrochene, grifflose, weiße Marmorpalette mit einer runden Bohrung im Randbereich und roten Farbspuren, ein Obsidianstößel und eine „Pfeilspitze“, dabei handelt es sich vermutlich um einen Obsidianabschlag. Eine zerbrochene Marmorfußschale enthielt auf der Innenseite deutliche blaue Pigmentspuren. Bemerkenswertester Fund war unter der Bodenplatte unterhalb der Fußschale die Steinpyxis, ein „Gefäss aus grünlichem Marmor mit Deckel und sehr gut bearbeitet“.
Vermutlich hat Dümmler auf Privatbesitz ausgegraben und die Funde vom Eigentümer erworben. Ein Nachweis auf eine beantragte Exportlizenz liegen nicht vor. Angesichts der Seltenheit und besonderen Bedeutung der Pyxis hätten die Behörden diese nicht gewährt.

## Beschreibung
Die Deckelpyxis aus grünlichem Speckstein besteht aus einem 6,5 cm hohen konischen Gefäß und misst mit dem flach kegelförmigen Deckel 10 cm. Der Durchmesser beträgt maximal 13 cm. Zwei Paare von aufeinander passenden, senkrechten Zwillingsösen verbinden an den gegenüberliegenden Seiten Gefäß und Deckel. Am Boden bilden zwei Reliefstreifen ein unregelmäßiges Kreuz, die Enden gehen in die vier Füße über. Die Pyxis ist mit zwei Reihen von ineinander greifenden, einlinigen Spiralen verziert, die wiederum durch weitere Linien mit ihren jeweiligen Nachbarn verbunden sind. Der Deckel ist ebenfalls mit dem gleichen Muster dekoriert. Es beginnt mit einer zentralen Deckelspirale und endet am Deckelrand mit einem Kerbschnittband.
Das Gefäß mit einer graublauen Oberfläche ist sehr gut erhalten. Es zeigt nur wenige, unbedeutende Fehlstellen. Der Innenraum ist durch eine dünne Scheidewand unterteilt, der Übergang von Wandung zum Boden ist gerundet. Die Pyxis ist sorgfältig gearbeitet, einzelne Unregelmäßigkeiten finden sich aus Raummangel an verschiedenen Spiralreihen.

## Einordnung
Die aufgefundenen Artefakte zeigen eine große Vielfalt. Durch die übereinstimmende Grabarchitektur sah Dümmler die Zugehörigkeit zu einer Epoche. Er beabsichtigte aber keine chronologische Zuordnung der Funde vorzunehmen. Die Grabarchitektur, die Praxis der Bestattung und die Grabbeigaben sind typisch für Frühkykladisch II (FK II). Aufgrund der von Dümmler beschriebenen stratigraphischen Fundsituation könnte nach Jörg Rambach die Pyxis gegenüber den übrigen nach FK II datierten Grabbeigaben zu einer älteren Bestattung gehören. In ihrem Erscheinungsbild zeigt sie Ähnlichkeiten zu den konisch-zylindrischen Tonpyxiden der Kampos-Gruppe. Die Unterteilung des Gefäßinnenraums findet sich auch bei konischen Tonpyxiden von Agia Photia auf Kreta, das ebenfalls der Kampos-Gruppe zugeordnet wird. Die zur Henkelbildung verwendeten Zwillingsösen finden sich auf den Kykladen erst bei Gefäßen der späteren Aplomata-Stufe.

## Bedeutung
Verschiedenartige Steingefäße wurden in der Keros-Syros-Gruppe besonders auf den Inseln Naxos, Paros, Keros und Syros als Grabbeigaben niedergelegt, im Siedlungskontext sind sie kaum anzutreffen. Gebrauchsspuren zeigen die Verwendung bereits vor ihrer Niederlegung. Als ein Zeichen von Wohlstand werden sie mit anderen Gefäßen, Idolen, Schmuck, Geräten sowie Knochentuben und besonders mit Paletten mit Stößeln kombiniert beigegeben. Neben Marmorgefäßen treten ab dem Ende von FK I Gefäße aus Chloritschiefer, Steatit sowie weiteren weichen Steinen auf. Am stärksten ausgeprägt sind die linien- und spiralförmigen Verzierungen bei den auf Beinen stehenden hüttenförmigen Pyxiden.
Gefäße mit ineinander greifenden Spiralen aus Chloritschiefer oder Speckstein der Kykladenkultur sind selten. Sie zählen zu den bemerkenswertesten Stücken frühbronzezeitlicher Handwerkskunst in der Ägäis. Nur von wenigen sind die Fundzusammenhänge bekannt, davon stammen zwei aus Naxos sowie die Pyxis in Gestalt eines Gebäudemodells aus Milos. Zusätzlich zu diesen seit langem bekannten Beispielen wurden bei den Ausgrabungen von Keros-Daskalio Fragmente von sechs weiteren Gefäßen gefunden, darunter drei aus Chloritschiefer. Über den Kunsthandel fanden vier weitere bekannte Gefäße unbekannter Herkunft den Weg in Sammlungen, davon drei Pyxiden sowie eine Kykladische Griffschale. Diese stammen aus illegalen Ausgrabungen und wurden aus Griechenland illegal ausgeführt. Auch aus dem minoischen Kreta sind Gefäße aus Chloritschiefer mit Spiraldekor bekannt. Ob es sich dabei um Stücke kykladischer Herkunft oder auf Kreta hergestellte Stücke handelt, ist nicht geklärt und wird seit den 1960er Jahren unter Wissenschaftlern diskutiert.